# えひめ やまなみ燦々 風景街道

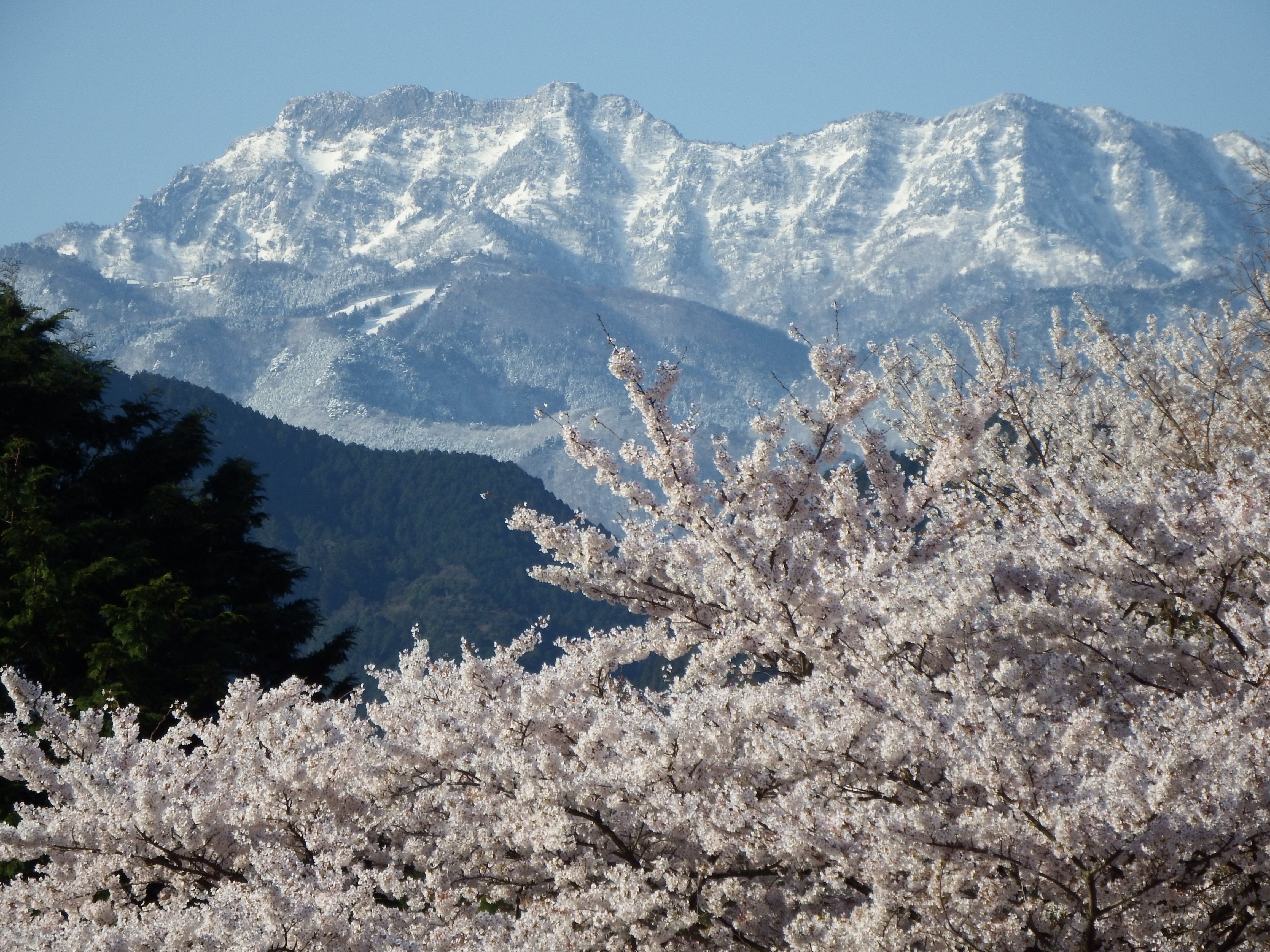
石鎚山

えひめ やまなみ燦々 風景街道（えひめやまなみさんさんふうけいかいどう）は、愛媛県中部の中予地方（久万高原町）にある日本風景街道のひとつで、この場合の街道とは特定の道を指す物ではなく、その地域ならではの自然・文化を活かし、景観の向上・地域活性化・観光振興などを行うとりくみのこと。四国山地に広がる「自然」をテーマに、美しい景観の保全・創出活動や交流イベント活動の推進により地域の活力向上を目的とする。

## 概要
「えひめ やまなみ燦々 風景街道」は、2014年（平成26年）4月、国土交通省の日本風景街道に登録されたもので、2015年現在、四国に15ある風景街道のひとつ。国道33号・国道440号・国道494号・愛媛県道12号線を中心とした、久万高原町全域で石鎚山や四国カルストなどの自然がみどころ。

## 沿道の見所

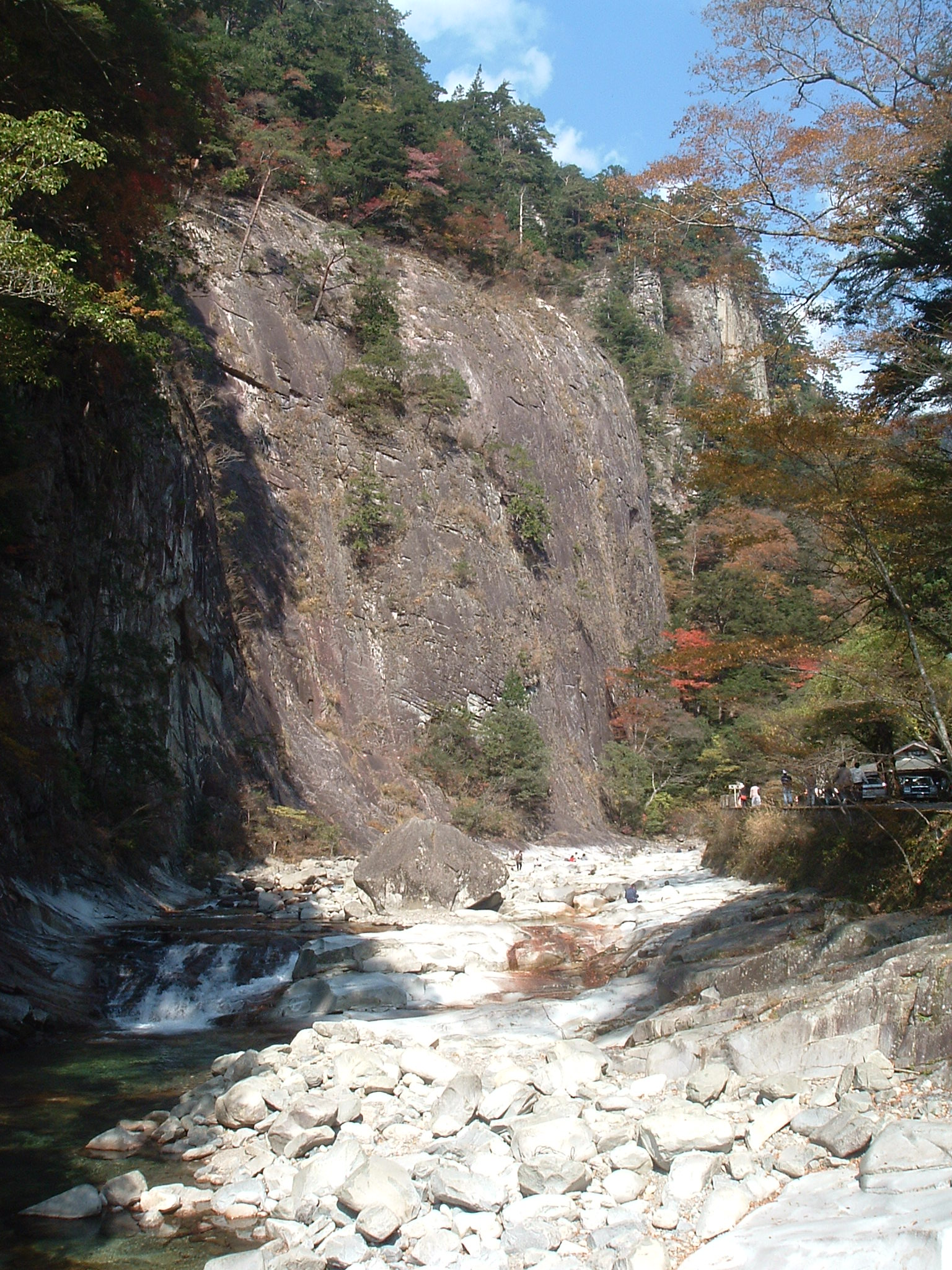
面河渓

- 石鎚山

- 面河渓
- 古岩屋

## 沿道の行事
- 石鎚山ヒルクライム
  - 2011年（平成23年）10月2日に第1回が開催されている。スタートとゴールの標高差が920mあるコースで自転車でタイムを競うレース[2]。
- 久万高原マラソン
  - 1996年（平成8年）から開催されている、久万高原久万公園をスタート・ゴールとする、ハーフ、10km,5km,3km,1.5kmの種目があるマラソン大会。

## エリア内の道の駅
- 道の駅天空の郷さんさん
- 道の駅みかわ

## 活動主体
- 活動主体は「えひめやまなみ燦燦振興協議会」[1]。
  - 久万高原町、商工会等関連団体、ボランティア団体、地元建設業協会など計13団体